# Prêmio Nacional de Referência em Gestão Escolar
O Prêmio Nacional de Referência em Gestão Escolar é uma realização conjunta do Conselho Nacional de Secretários de Educação (Consed), da União Nacional dos Dirigentes Municipais de Educação (Undime), da Organização das Nações Unidas para a Educação, a Ciência e a Cultura (Unesco) e da Fundação Roberto Marinho (FRM).
O Prêmio é um estímulo à melhoria do desempenho da escola e ao sucesso da aprendizagem dos alunos, pela identificação e reconhecimento, como referência nacional, de estabelecimentos escolares que estejam desenvolvendo práticas eficazes de gestão. Visa a contribuir para que as escolas passem a incorporar uma cultura de auto-avaliação de seu processo de gestão e para destacar e disseminar as experiências de referência na área. Dessa forma, tem servido como instrumento de sensibilização, motivação e orientação para o avanço da gestão escolar, sobretudo nas questões que estabelecem a melhoria dos níveis de aproveitamento dos alunos.

## Parceiros
- Conselho Nacional dos Secretários Estaduais de Educação (Consed)
- União Nacional dos Dirigentes Municipais de Educação (Undime)
- Unesco
- Fundação Roberto Marinho

## Apoio
- MBC - Movimento Brasil Competitivo
- Todos Pela Educação
- Embaixada dos Estados Unidos no Brasil
- Instituto Razão Social
- Gerdau